# Bacino di Amundsen

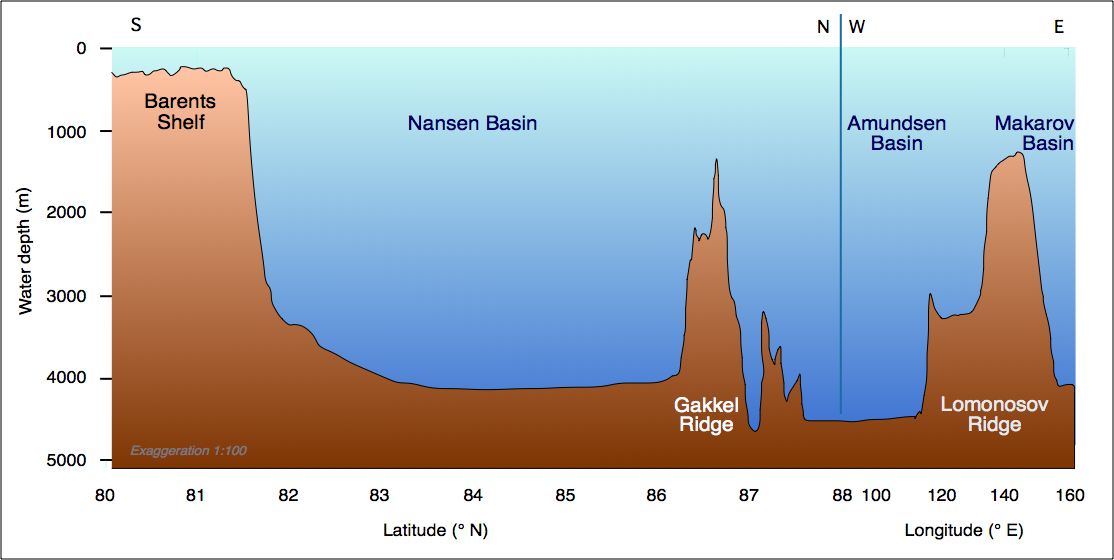
Profilo batimetrico del Mar Glaciale Artico, dal Mare di Barents al Polo Nord geografico.

Il bacino di Amundsen , con una profondità 4,4 km è la piana abissale più profonda del Mar Glaciale Artico.

## Caratteristiche
Il bacino è delimitato dalla dorsale di Lomonosov (da 81°N 140°E a 80°N 40°W) e dalla dorsale di Gakkel (da 81°N 120°E a 85°N 10°E). Assieme al bacino di Nansen forma il bacino euroasiatico.
Il bacino di Amundsen si è formato nel Cenozoico per effetto dell'espansione del fondale oceanico.
Il bacino di Amundsen non va confuso con la piana di Amundsen, che si trova all'altro estremo del globo, nell'Antartide.

## Accordi oceanografici
La cooperazione russo-americana Nansen and Amundsen Basin Observational System (NABOS) ha l'obiettivo di "fornire un accertamento basato su osservazioni quantitative riguardo alla circolazione, la trasformazione delle masse d'acqua e i meccanismi di trasformazione nel bacino euroasiatico e nel bacino del Canada del Mar Glaciale Artico".